# Kura (Nigeria)
Kura è una città della Repubblica Federale della Nigeria appartenente allo Stato di Kano. È il capoluogo dell'omonima area a governo locale (local government area) che si estende su una superficie di 206 km² e conta una popolazione di 144.601 abitanti.